# Mi bello ángel
«Mi bello ángel» es una canción compuesta por la compositora mexicana América Sierra e interpretada por el cantante de música regional mexicana Natanael Cano. La canción fue escrita por Sierra y producida por Abelardo Rivera, Andres Farias y Jimmy Humilde. Fue publicada y lanzada como sencillo el 7 de julio de 2023 a través de Rancho Humilde y Warner Music Latina.

## Composición e interpretaciones
El sencillo primeramente está compuesto y lanzado en la voz de América Sierra en forma de balada romántica, sin embargo, Cano la llevó a un ritmo más rápido en corridos tumbados, lo que fue un éxito. El grupo Los Primos MX interpretó el sencillo en 2013. Fue interpretada por primera vez bajo el género Duranguense.
La letra de la canción habla sobre un profundo amor hacia una persona especial, a quien el narrador considera su "bello ángel" y atribuye a una suerte divina haberla encontrado. La canción explora la dualidad entre el amor y el sufrimiento, representados metafóricamente como "entre el cielo y el infierno", donde la presencia de la persona amada lo eleva o lo sumerge en la desesperación.

## Lanzamiento y recepción
El 30 de junio de 2023, Cano lanzó su álbum de estudio Nata Montana, en conjunto «Mi bello ángel» formó parte de este. Ingresó a los más reproducidos de YouTube México rápidamente. El día de la publicación del sencillo y video musical (7 de julio) tocó el puesto 79° global de Spotify y se mantuvo ocho semanas en el top 200. En Estados Unidos el producto audiovisual llegó al top 1° en tendencias musicales. En 2023, el sencillo fue la apertura de sus shows. A menos de un año de su publicación superó las 140 millones de visualizaciones en YouTube y 337 millones de reproducciones en Spotify.

## Certificaciones
| País           | Organismo certificador | Certificación      | Ventas certificadas | Ref.   |
| -------------- | ---------------------- | ------------------ | ------------------- | ------ |
| Estados Unidos | RIAA                   | 1× platino (Latin) | 60 000              | [ 14 ] |